# Joseph Pschorr (Brauer, 1867)

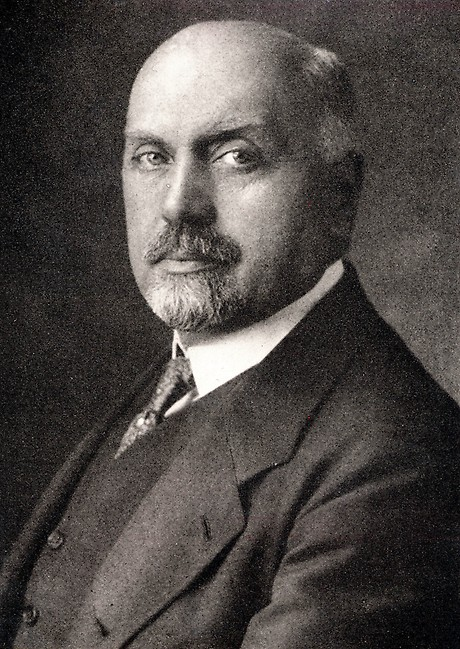
Joseph Pschorr

Joseph Pschorr (* 11. April 1867 in München; † 1942 in Feldafing) war ein deutscher Brauereibesitzer.

## Leben
Joseph Pschorr studierte in München und wurde dort 1888 Mitglied des Corps Franconia München. Nach dem Studium trat er in die väterliche Brauerei, die spätere Pschorrbräu AG, in München ein. 1894 gründete er in New York und Chicago
Importagenturen für Pschorr-Bier. Nach dem Tod seines Vaters Georg Pschorr jun. (1830–1894) übernahm er zusammen mit seinen Brüdern August Pschorr und Georg Theodor Pschorr die Leitung der Brauerei, die er bis zur Umwandlung in eine Aktiengesellschaft im Jahr 1922 innehatte. 1897 heiratete er Louise Bergmann (1876–1960), Tochter des Industriellen Sigmund Bergmann.
Pschorr war von 1912 bis 1933 Präsident der Handelskammer München. Er war Aufsichtsratsmitglied zahlreicher Großunternehmen. Prinzregent Luitpold und König Ludwig III. von Bayern war er freundschaftlich verbunden.
Sein jüngster Bruder war der Chemiker Robert Pschorr.

## Auszeichnungen
- Ernennung zum Kommerzienrat, 1908
- Ernennung zum Geheimen Kommerzienrat[1]